# Александер Нобл Голл
Александер Нобл Голл (англ. Alexander Noble Hall; 3 грудня 1880, Абердин — 25 вересня 1943, Торонто) — шотландський і канадський футболіст, який грав на позиції нападника. Відомий за виступами у складі низки шотландських, англійських і канадських клубів, зокрема клубу «Галт», який у 1904 році грав на Олімпійських іграх як збірна Канади, та став переможцем ігор, а Александер Нобл Голл став одним із двох кращих бомбардирів олімпійського футбольного турніру.

## Біографія
Александер Голл народився в Абердині. Розпочав виступи на футбольних полях у 1898 році в складі нижчолігових шотландських команд «Пітергед» і «Бакі Тізл». У 1902 році Голл перебрався до Канади, де спочатку грав у клубі «Торонто Скотс». У 1904 році він став гравцем клубу «Галт», який у 1904 році на Олімпійських іграх як збірна Канади, та в двох іграх з представниками США став переможцем ігор, а Александер Голл з 3 забитими м'ячами став одним із двох кращих бомбардирів олімпійського футбольного турніру. У 1905 році Голл спочатку грав у складі канадського клубу «Вестмаунт», і протягом року повернувся до Шотландії, де став гравцем клубу «Абердин», а пізніше вдруге за кар'єру стає гравцем «Пітергеда».
У 1906—1907 роках Александер Голл грав у складі шотландського клубу «Сен-Бернардс», а в 1907—1908 роках зіграв 6 матчів за англійський клуб «Ньюкасл Юнайтед». У 1908—1910 роках футболіст грав у складі шотландського клубу «Данді», та став у його складі володарем Кубка Шотландії. У 1910—1911 роках Голл грав у складі англійського клубу «Портсмут». У 1911—1912 роках футболіст грав у складі шотландського клубу «Мотервелл», а в 1912—1915 роках грав у складі іншого шотланського клубу «Данфермлін Атлетік».
Під час Першої світової війни Александер Нобл Голл воював у складі британської армії. Після закінчення війни він до 1923 року грав у складі шотландського клубу «Пітергед», після чого остаточно перебрався до Канади. Помер Александер Нобл Голл у 1943 році в Торонто.

## Досягнення
- Олімпійський чемпіон: 1904
- Найкращий бомбардир футбольного турніру олімпійських ігор: 1904 (3 голи, разом із Томасом Тейлором)
- Володар Кубка Шотландії (1):

«Данді»: 1909–1910